# Noel Levy
Noel Levy (ur. 22 czerwca 1975) – brytyjski lekkoatleta specjalizujący się w biegach płotkarskich i sprinterskich.
Na arenie międzynarodowej odniósł następujące sukcesy:
| Rok  | Miejsce       | Zawody                      | Konkurencja                          | Pozycja       | Wynik         |
| ---- | ------------- | --------------------------- | ------------------------------------ | ------------- | ------------- |
| 1993 | San Sebastián | mistrzostwa Europy juniorów | bieg na 400 m ppł                    | brązowy medal | 51,47         |
| 1994 | Lizbona       | mistrzostwa świata juniorów | bieg na 400 m ppł sztafeta 4 × 400 m | brązowy medal | 50,94 3:06,59 |

W lekkoatletycznych mistrzostwach Wielkiej Brytanii zdobył brązowy medal w biegu na 400 m ppł (1994).
Rekord życiowy w biegu na 400 metrów przez płotki: 50,70 (8 lipca 1994, Edynburg)